# 筋子

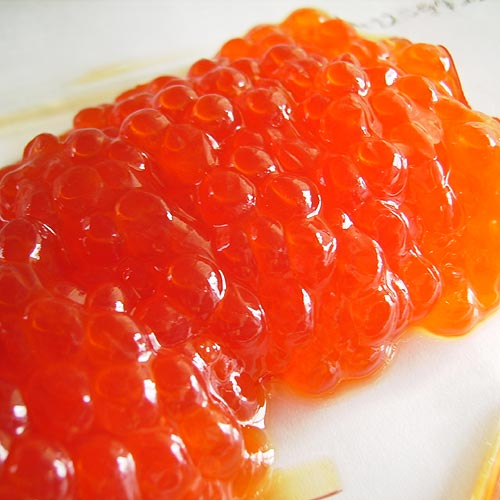
筋子

筋子（すじこ）とは、サケ科の魚体から取り出した卵巣で卵膜に包まれた状態のもの（卵）、またはそれを塩蔵したもの。なお筋子をさらに加工して卵粒をバラバラに分離したものがイクラである（バラ子ともいう）。

## 概要
サケ類の卵巣の塩蔵品であり、厳密にはイクラは成熟した卵巣卵を粒（卵粒）にまで分離したもの、筋子は未熟な卵巣をそのまま加工したものである。
サケから取り出した未加工の状態のものは生筋子と呼ぶこともある。また地域によっては未加工品を「腹子（はらこ）」、ひと腹ずつ塩漬けにして重しをかけて脱水加工したものを「筋子」という地域もある。
延喜式には、サケとその加工品として「内子鮭（こごもりのさけ）」、つまり筋子をもったサケの記載がある。
塩漬けにして食されることが多いが、醤油漬け・粕漬けなども作られる。いずれも味付けしたものを生食し、火を通すことは稀である。

## 製法
洗浄・血抜き
2％程度の塩水で洗浄するととも指先で圧して血抜きする。
漬け込み
卵重量の約2倍量の飽和塩水で漬け込み、さらに卵重量の5%の食塩を加えて過飽和状態にして30分程度漬け込む。
熟成
飽和塩水で濡らして固く絞ったサラシ、さらにラップで包んでから重しをする（冷蔵庫で5～7日間）。
保存